# Heliconius antigona
Heliconius antigona är en fjärilsart som beskrevs av Riffarth 1900. Heliconius antigona ingår i släktet Heliconius och familjen praktfjärilar. Inga underarter finns listade i Catalogue of Life.